# Гуарані (група народів)

Прапор гуарані

Гуарані (гуарані-мбуя та гуарані-чиригуано) — група індіанських народів у Парагваї, Аргентині, Бразилії, Болівії та Уругваї.

## Походження назви
Існують декілька версій походження етноніму гуарані. Одна з версій полягає в тому, що іспанці почули бойові вигуки індіанців guará-ny, що означає «боротися з ними», за иншою версією guariní , мовою ґуарані, означає «воїн» або «войовничий».
Гуарані — це прізвисько збірної Парагваю з футболу. Валюта Парагваю також називається Гуарані.

## Склад
У Аргентині живе індіанський народ гуарані-мбуя — південне відгалуження народів тупі-гуарані андо-екваторіальної мовної родини. Чисельність у Аргентині (провінції Місьйонес, а також частково провінції Коррієнтес, Чако та Формоса) — до 4 тисяч чоловік, живуть також у Парагваї і Бразилії. Загальна чисельність — понад 16 тис. осіб.

## Мова
Саме гуарані-мбуя значно вплинули на формування сучасної метисизованої нації парагвайців; останніх нерідко зараховують до індіанців, в основному через мову — парагвайську гуарані, яка до речі, є державною і рідною для більш ніж 50% населення Парагваю, і яка на 3/4 лексично споріднена з мовою гуарані-мбуя.

## Історія

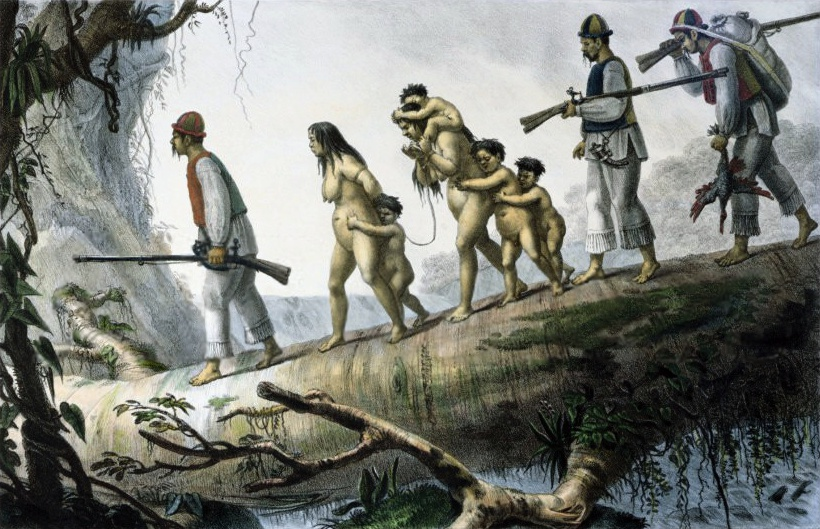

З гуарані-мбуя пов'язаний дуже цікавий історичний факт — існування у прикордонній зоні Аргентини, Бразилії та Парагваю (традиційна назва регіону, що збереглася в назвах провійнцій і штатів цих суміжних країн, — Місьйонес) — єзуїтської індіанської республіки, що тривало від часу заснування 1-ї редукції (поселення) у 1609 році і аж до кінця 18 ст., коли спочатку у 1750-у спільною угодою Португалія та Іспанія поділили землі Сімох східних місій, а потім зруйнували їх, а населення забрали в рабство. Держава єзуїтів являла собою подобу соціальної утопії, коли близько 200 єзуїтів управляли в тисячу разів більшою масою індіанців, встановивши особливий режим соціальної справедливості. 
До приходу європейців гуарані-мбуя утворювали докласову спільноту з організацією влади у формі родової общини. Великий вплив на суспільство ґуарані-мбуя мали жерці пайє. Традиційна релігія — шаманізм та культ предків.
Народ гуарані, що крім північно-західних провінціях Аргентини (Жужуй і Сальта) проживає у Болівії, тому їх нерідко називають східно-болівійськими гуарані. В Аргентині — 15 тис. осіб. Вважається, що за походженням чиригуано — це нащадки племен центральних регіонів Болівії і Перу, які прийшли у сучасні райони проживання в середині 2-го тисячоліття і сприйняли місцеву мову і культуру.

## Відомі ґуарані
- Мануель Ґерреро
- Іхініо Моріньїґо
- Дієго Марадона
- Альфредо Стресснер
- Хосе Луїс Чилаверт

## Галерея

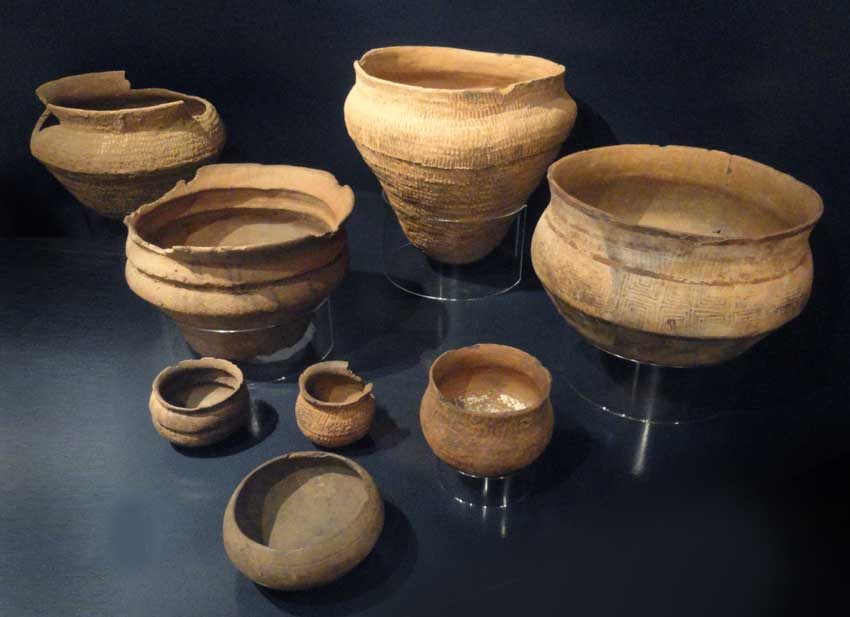
Кераміка
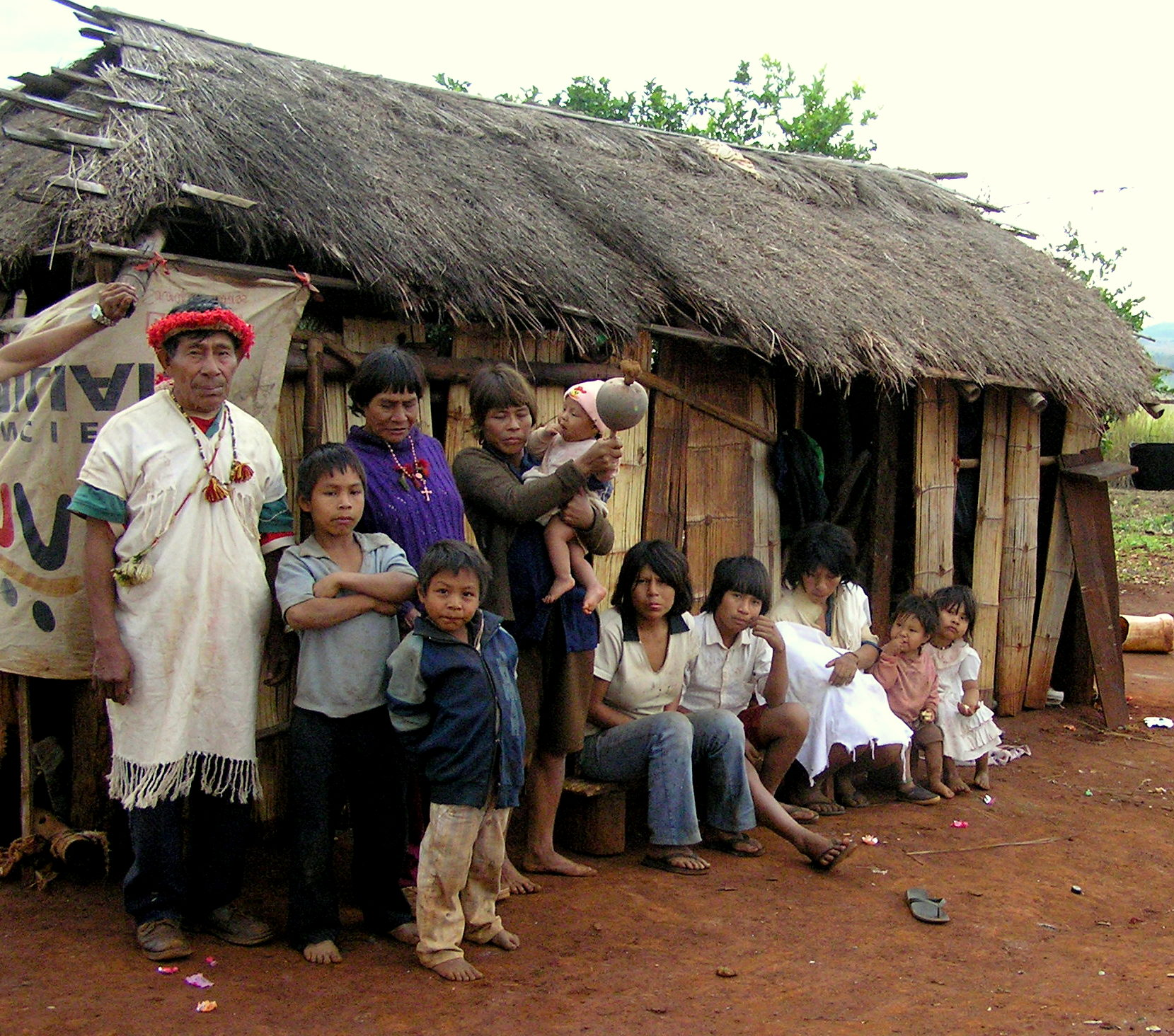
Індіанці
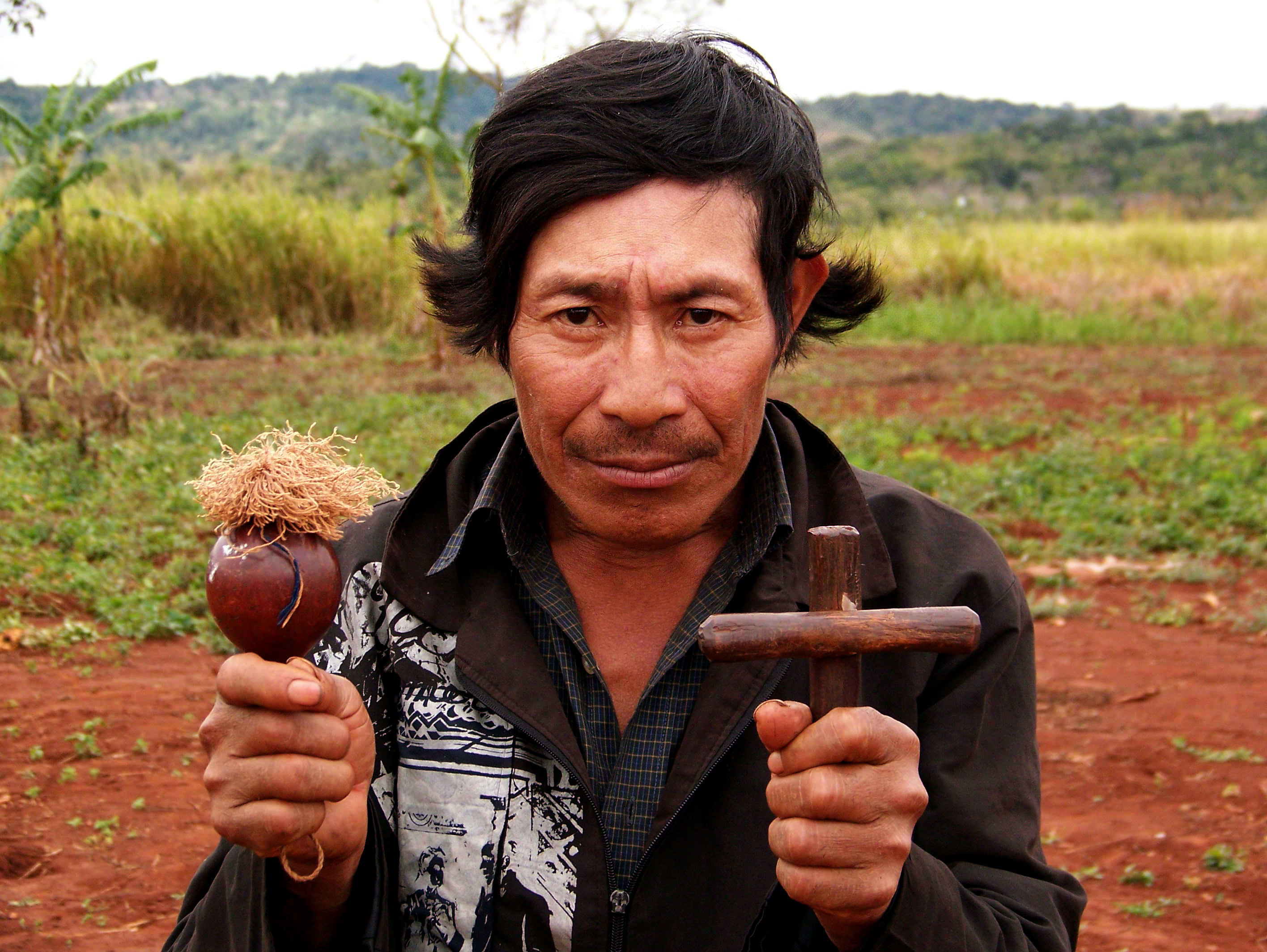
Шаман